# Cirkovce
Cirkovce – wieś w Słowenii, w gminie Kidričevo. W 2018 roku liczyła 364 mieszkańców.